# Tomine Enger
Tomine Enger (12 april 2008) is een Noors voetbalspeelster. Ze speelt als middenvelder voor Vålerenga IF in de Toppserien.

## Clubcarrière
Enger begon met voetballen bij Randesund IL. Hier maakte ze onderdeel uit van een jongensteam. In 2023 maakte ze de overstap naar IK Start. Op zestienjarige leeftijd wordt ze al bassispeelster voor de club uit Haugesund. Voorafgaande aan het seizoen 2024 werd ze opgepikt door Vålerenga IF actief in de Toppserien. In junj 2024 tekende Enger een driejarig contract bij de club uit Oslo. In haar debuutseizoen won Enger de Noorse dubbel en debuteerde ze in de Champions League. Op 9 november 2024 maakte Enger in een uitwedstrijd tegen Arna-Bjørnar haar eerste doelpunt op het hoogste Noorse voetballniveau.

## Statistieken
| Seizoen | Club         | Land      | Competitie  | Wedstrijden | Doelpunten |
| ------- | ------------ | --------- | ----------- | ----------- | ---------- |
| 2023    | Randesund IL | Noorwegen | 3. divisjon | 19          | 8          |
| 2024    | IK Start     | Noorwegen | 2. divisjon | 7           | 0          |
| 2024    | Vålerenga IF | Noorwegen | Toppserien  | 8           | 1          |
| 2025    | Vålerenga IF | Noorwegen | Toppserien  | 0           | 0          |
| Totaal  | Totaal       | Totaal    | Totaal      | 34          | 9          |

Laatste update: 1 januari 2025

## Interlandcarrière
Arnesen komt sinds 2024 uit voor Noorwegen -17 na eerder voor Noorwegen -16  en Noorwegen -16 uit te zijn gekomen.